# Карловский сахарный завод

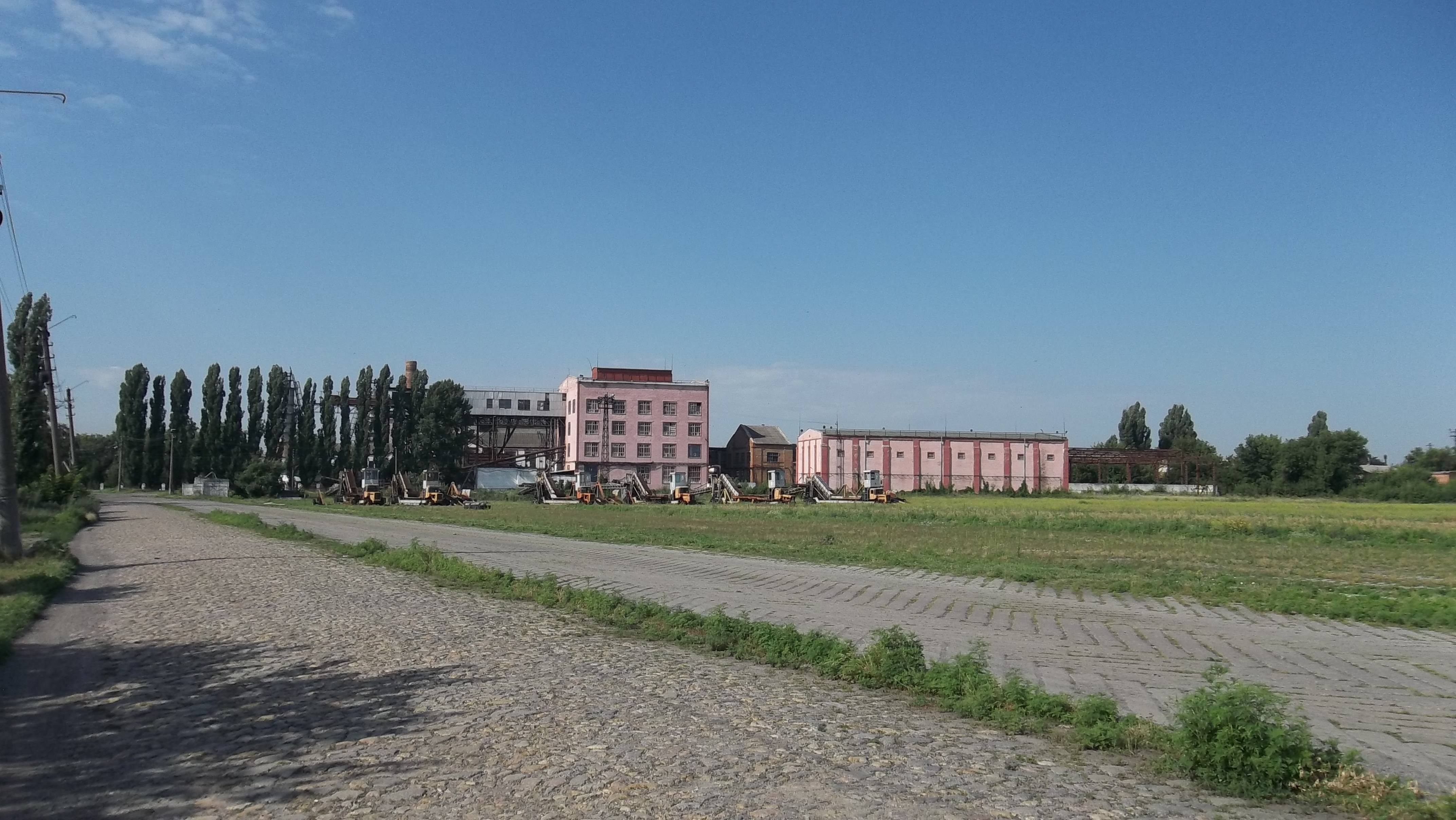
Карловский сахарный завод (4 июля 2013)

Карловский сахарный завод — предприятие пищевой промышленности в городе Карловка Карловского района Полтавской области Украины, прекратившее своё существование.

## История
Сахарный завод в местечке Карловка Карловской волости Константиноградского уезда Полтавской губернии Российской империи был построен в 1889 году.
В марте—апреле 1902 года в Карловке имело место протестное выступление крестьян, причиной которого стало повышение арендной платы за землю, которое произвёл управляющий Карловской экономии Шейдеман. Волнения начались после того, как Шейдеман отказался продать необходимое для посева зерно и выругался в адрес ходоков. После этого он был избит, крестьяне отобрали у него ключи и вывезли из амбаров зерно. Для подавления выступления в село прислали войска. После того, как войска ушли, крестьяне разгромили сахарный завод и винокуренный завод.
После начала революции 1905 года, в Карловке прошли стачки и демонстрации рабочих, а в окрестностях — выступления крестьян. В конце ноября 1905 года работники Карловской экономии начали стачку и сахарный завод остановился. 2 декабря 1905 года полтавский губернатор Н. П. Урусов телеграфировал в министерство внутренних дел, что заводы в Карловке стоят, а рабочие выдвигают требования экономического и политического характера.

### 1918 - 1991
В январе 1918 года в Карловке была установлена Советская власть, на предприятиях был установлен 8-часовой рабочий день, но уже в начале апреля 1918 года селение оккупировали немецкие войска, которые оставались здесь до ноября 1918 года. В дальнейшем, Карловка оказалась в зоне боевых действий гражданской войны.
5 февраля 1919 года на проходившем в Карловке съезде делегатов волостей Константиноградского уезда было принято решение о национализации завода.
После завершения ремонтно-восстановительных работ, в октябре 1920 года Октябрьский сахарный завод возобновил работу. В сезон сахароварения 1922/1923 гг. он произвёл 300 тысяч пудов сахара (больше, чем в 1913 году), однако дальнейший рост производства ограничивала необходимость расширения посевных площадей под сахарную свеклу.
Для повышения квалификации рабочих, в Карловке была открыта школа фабрично-заводского обучения.
В годы второй пятилетки при сахарном заводе был открыт детский санаторий.
В ходе Великой Отечественной войны 1 сентября 1941 года Карловка была оккупирована наступавшими немецкими войсками, 20 сентября 1943 года освобождена в ходе наступления советских войск Степного фронта. В соответствии с тактикой "выжженной земли", перед отступлением немцы взорвали здания промышленных предприятий и ряд других объектов (всего они успели сжечь и взорвать 67 зданий райцентра).
После восстановления разрушенной железнодорожной станции в Карловку начала прибывать помощь из восточных областей страны. В соответствии с четвёртым пятилетним планом восстановления и развития народного хозяйства СССР разрушенный Октябрьский сахарный завод был восстановлен и уже в ноябре 1948 года он дал первую продукцию.
В пятую пятилетку Карловский машиностроительный завод освоил производство свеклоприёмников улучшенной конструкции, которые были установлены на сахарном заводе.
В 1966 году перерабатывающая мощность завода составляла 1,5 тыс. тонн свеклы в сутки, в 1967 году она была увеличена до 2 тыс. тонн свеклы в сутки.
В целом, в советское время сахарный завод входил в число ведущих предприятий райцентра

### После 1991
После провозглашения независимости Украины сахарный комбинат перешёл в ведение государственного комитета пищевой промышленности Украины. В дальнейшем, государственное предприятие было преобразовано в открытое акционерное общество. В июле 1995 года Кабинет министров Украины утвердил решение о приватизации сахарного завода. Позднее завод был реорганизован в общество с ограниченной ответственностью.
9 ноября 2004 года хозяйственный суд Полтавской области признал завод банкротом и начал процедуру его ликвидации.
Позднее предприятие возобновило работу под названием ООО "Карловский сахарный завод", однако начавшийся в 2008 году экономический кризис привёл к снижению спроса на сахар и осложнил ситуацию в сахарной промышленности. Летом 2010 года "Украинская продовольственная компания" продала Карловский сахарный завод новому владельцу. 3 июля 2012 года хозяйственный суд Полтавской области признал завод банкротом и начал процедуру его ликвидации.
В начале октября 2014 года завод уже не функционировал.
В сентябре 2017 года прекративший производственную деятельность завод был выставлен на продажу.